# Cucullia consors
Cucullia consors là một loài bướm đêm trong họ Noctuidae.